# Köja en Nyhamn
Köja en Nyhamn (Zweeds: Köja och Nyhamn) is een småort in de gemeente Kramfors in het landschap Ångermanland en de provincie Västernorrlands län in Zweden. Het småort heeft 119 inwoners (2005) en een oppervlakte van 57 hectare. Eigenlijk bestaat het småort uit twee plaatsen: Köja en Nyhamn.